# Michel Ostenc
Michel Ostenc, né en 1936, est un historien français.

## Biographie
Docteur ès lettres (1977), Michel Ostenc est spécialiste de l'Italie et du fascisme.
Il a enseigné aux universités d'Angers, de Pérouse et de Gènes.

## Publications
- L’Éducation en Italie pendant le Fascisme, Paris, Publications de la Sorbonne, 1980, 422 p.  (ISBN 2-85944-020-8)[2]
- Intellectuels italiens et fascisme. 1915-1929, Paris, Éditions Payot, coll. « Bibliothèque historique », 1983, 338 p.  (ISBN 2-228-13230-6)
- La marine italienne de l'unité à nos jours, (dir.), Paris, Commission française d'histoire militaire : Institut de stratégie comparée/Éditions Économica, coll. « Hautes études maritimes », 2005, 316 p.  (ISBN 2-7178-4957-2)
- Ciano. Un conservateur face à Hitler et Mussolini. Biographie , Monaco-Paris, France, Le Rocher, coll. « Démocratie ou totalitarisme », 2007, 316 p.  (ISBN 978-2-268-06115-3)[3],[4]
- Mussolini. Une histoire du fascisme italien, Paris, Éditions Ellipses, 2013, 331 p.  (ISBN 978-2-7298-8336-2)
- Ciano. Le gendre de Mussolini, Paris, Éditions Perrin, 2014, 456 p.  (ISBN 978-2-262-04144-1)